# Folkbad
Folkbad kallades de offentliga bad som byggdes i stor skala i Europa och Sverige omkring sekelskiftet 1800/1900 

## Historia
Under 1800-talet, i samband med medicinvetenskapens utveckling, byggandet av nationalstaterna och den nya kunskapen om hur bakterier kan oskadliggöras genom tvättning av huden kom vad som kallades för badfrågan att växa fram. Badfrågan handlade om hur människor skulle ges möjligheten att sköta den personliga hygien trots att vatten- och avlopp sällan fanns i bostäderna. I stället började offentliga bad, så kallade folkbad, att byggas i stor skala både i Europa och Sverige.

## Folkbaden
Folkbaden kunde vara i form av större badanläggningar såsom badhus men även små badstugor. Storleken och variant av folkbad bestämdes främst av tillgången på kommunalt vatten men också befolkningens storlek på orten. Därför blev badhusen vanligare i städerna och badstugorna vanligare på landsbygden. Målet med att erbjuda folkbad var att befolkningen skulle kunna sköta sin personliga hygien bättre och därmed bli friskare. Som ett första led i att lösa badfrågan och skapa folkbad för befolkningen kom skolbad att erbjudas barnen i folkskolorna under sent 1800-tal och tidigt 1900-tal. År 1908 beskrivs folkbadet i Social handbok på följande vis; "Folkbad äro ett mycket viktigt led i de socialhygieniska strävanden, som gå ut på att söka stärka nationens hälsa och motståndskraft mot sjukdomar."
Drivande i kampen för att fler folkbad skulle byggas var bland annat Svenska föreningen för folkbad som bildades 1921 samt Svenska kommunal-tekniska förening (SKTF).